# نووباکایوو
نووباکایوو (انگلیسی: Novobakayevo) یک شهرک در شهرستان ایگلینسکی استان باشقیرستان کشور روسیه است.